# عبد الحفيظ لرقي
عبد الحفيظ لرقي (1990 المغرب) هو لاعب كرة قدم مغربي.